# زخرط شعري
الزخرط الشعري أو الغاجية الشعرية (باللاتينية: Gagea villosa) نوع نباتي يتبع جنس الزخرط من الفصيلة الزنبقية.

## الموطن والانتشار
النبات واطن في المغرب العربي وبلاد الشام وكثير من مناطق أوروبا.